# St-André (Soulom)

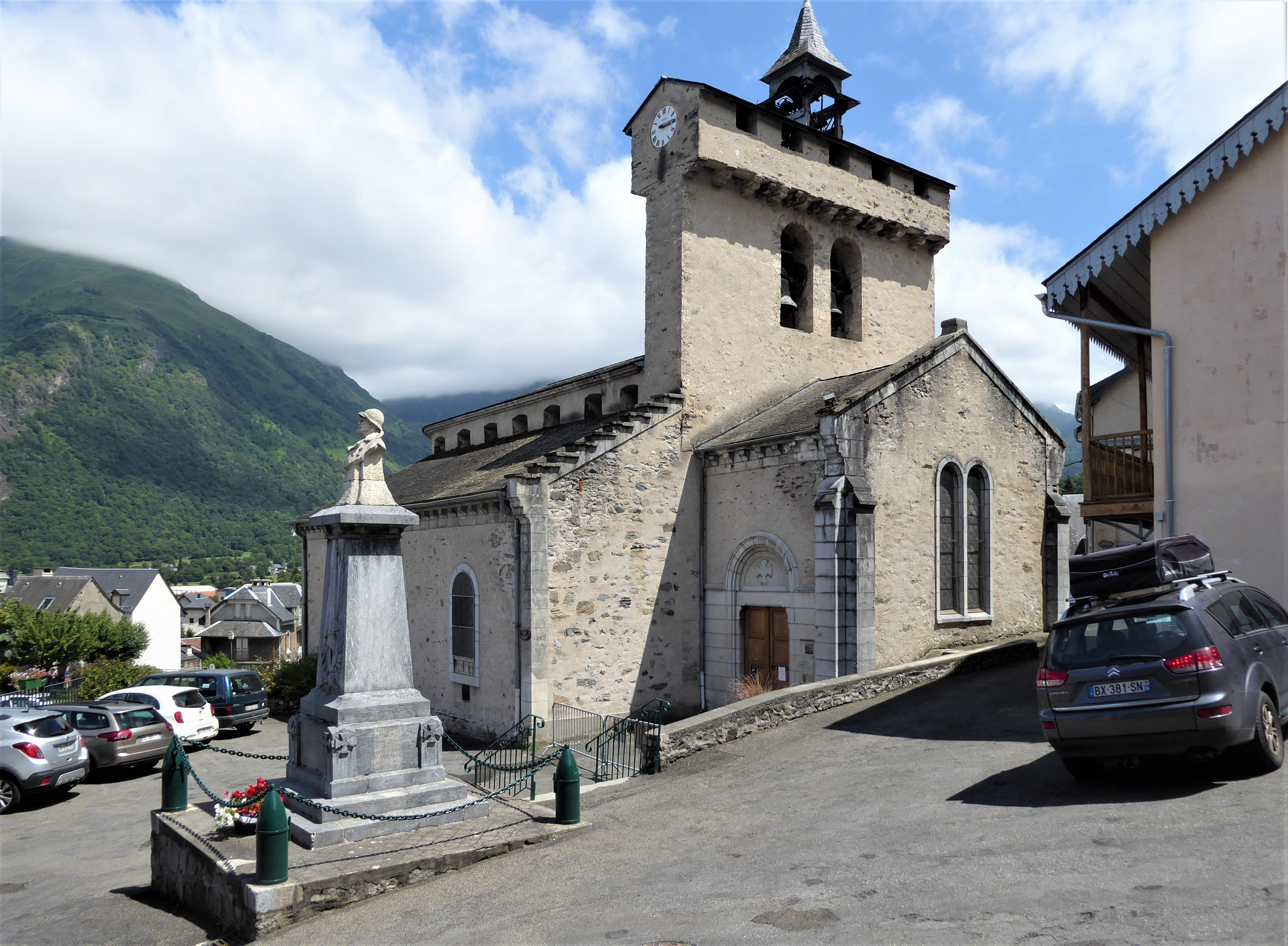
Die Wehrkirche St-André

Die römisch-katholische Kirche St-André ist eine ehemalige Wehrkirche in Soulom im Département Hautes-Pyrénées in Frankreich. Die Kirche wurde 1942 als Monument historique eingetragen.

## Geschichte
Das ursprünglich einschiffige Langhaus der dem Patrozinium des Apostels Andreas unterstellten Wehrkirche, die der Abwehr der Mauren der Iberischen Halbinsel dienen sollte, entstand im 12. Jahrhundert im Stil der Romanik. Das Langhaus besitzt ein Tonnengewölbe und schließt im Osten mit einer halbrunden Apsis. Der Turm mit Glockengiebel und darüber angelegtem Wehrgang ist eine spätere Ergänzung. Der von Kragsteinen getragene Wehrgang ist mit Pechnasen ausgestattet. Im 19. Jahrhundert wurde das Aussehen der Kirche durch Umbauten und Erweiterungen tiefgreifend verändert. In die Langhauswände wurden Arkadenöffnungen gebrochen und dem Gotteshaus Seitenschiffe hinzugefügt.